# مک‌کریدی اسپرینگز (اورگن)
مک‌کریدی اسپرینگز (به انگلیسی: McCredie Springs) یک منطقهٔ مسکونی در ایالات متحده آمریکا است که در شهرستان لین، اورگن واقع شده‌است. مک‌کریدی اسپرینگز ۶۲۹٫۱۱ متر بالاتر از سطح دریا واقع شده‌است.